# 村上智彦
村上 智彦（むらかみ ともひこ、1961年（昭和36年）3月13日 - 2017年（平成29年）5月11日）は、北海道出身の医師、NPO法人ささえる医療研究所の理事長。専門分野は地域医療、予防医学、地域包括ケア、チーム医療。2012年まで医療法人財団夕張希望の杜理事長および夕張医療センター（旧夕張市立総合病院）センター長を務めた。
診療に従事する傍ら、夕張市の破綻を背景に、40億円もの負債を抱え経営難に陥った旧市立病院の経営再建にも尽力したが、自宅で発生した（本妻以外の）愛人同士による殺人未遂事件の責任をとる形で夕張希望の杜理事長を辞職した。医師の他、薬剤師や臨床検査技師の資格も持つ。

## 経歴
- 1961年3月、北海道枝幸郡歌登町（現枝幸町）生まれ[4]。
- 1979年4月、北海道薬科大学に入学。
- 1986年、同大学大学院薬学研究科修士課程を修了[4]。
- 1987年4月、金沢医科大学医学部に入学[4]。
- 1993年、同大学を卒業。自治医科大学地域医療学教室に臨床派遣助手として入局。以後、静岡県南伊豆町国立湊病院や岩手県国民健康保険藤沢町民病院（現一関市国民健康保険藤沢病院）、札幌医科大学非常勤講師など経る[4][5]。
- 2000年6月、北海道瀬棚町に新設された荻野吟子記念瀬棚町医療センター（瀬棚町国民健康保険医科診療所）のセンター長兼所長に就任[4][6]。
- 2006年4月、新潟県湯沢町保健医療センター（社団法人地域医療振興協会所属）に勤務[7]。
- 2006年12月25日、夕張市立総合病院に応援医師（内科）として着任[8]。
- 2007年4月、夕張市立総合病院のスタッフ解雇を受けて[9]、社会医療法人夕張希望の杜を設立し、理事長および夕張医療センター長に就任（センター長は2009年に退任）[4]。
- 2012年5月9日　午前11時半ごろ村上自宅玄関で、 診療所勤務の介護士が被害女性と口論のすえ包丁で刺す殺人未遂事件が起こる[10][11]。事件直後は、「（加害者が）留守宅に無断で入るなどのストーカー的な行為が見られ、困っていた[11]」という趣旨の発言を北海道の地方ニュースなどで繰り返したが、後の裁判で被告がストーカーではなく、結婚を前提とした交際相手だったことがあきらかになり、先の発言が虚偽であった事が判明した[12]。
- 2012年5月22日、事件の管理責任を取り夕張希望の杜理事長を辞任[13]。
- 2012年、NPO法人ささえる医療研究所の理事長に就任。岩見沢市に「ささえるクリニック」を開設。医師の永森克志が院長、長男の村上浩明が副本部長として勤務。
- 2013年3月、「医療にたかるな（新潮新書）」出版。
- 2014年、3人の子の成人を待って妻と離婚。その後、先の殺人未遂事件の被害女性と再婚。
- 2015年12月、急性骨髄単球性白血病で余命3か月と診断された。
- 2016年3月に北海道大学病院に転院し、6月15日に兄の骨髄を移植した[14]。
- 2017年5月11日、入院先の北大病院で死去[1]。

## 事跡
- 瀬棚国保医科診療所時代、保健師が各家庭を回り保健指導を繰り返す予防医療に力を入れ、むだな投薬や検査を減らす「予防・地域包括ケア」の実践により、約140万円だった1人当たりの老人医療費を70万円台にまで改善させた[15][6]。
  - 2005年9月の3町合併で誕生したせたな町の新町長と方針が合わないためセンター長を辞職する際[16]、辞めないでほしいという署名が旧瀬棚町の人口の約1.7倍の4,675名も集まった[17]。
- 2007年4月、経営破綻した夕張市立総合病院の再建策として、医療法人夕張希望の杜を自ら1億円の借金をして設立。「公設民営」の診療所方式（19床）と40床の老人保健施設を選択し、往診による在宅医療をすすめる[4]。あいた場所に託児所や娯楽施設を設置し、地域活性化の拠点を目指す。病院（20床以上）であれば5年間交付される地方交付税交付金を拒否して、交付金に頼らない新しい地域医療の方向性を示す[16]。
- 2009年、縊死を図って心肺停止状態となった男子中学生が夕張医療センターに救急搬送されたところ、理事長の村上に受け入れを拒まれ、死亡に至った事件が発生（同センターは救急指定病院ではない）[18]。
  - このとき朝日新聞夕張臨時支局長（当時）の本田雅和は夕張市立診療所を糾弾する記事を書いた後、「村上智彦医師(48)は4日、自らの『判断ミス』を認め、『ご遺族と市民の皆さんに申し訳ない』と謝罪、『こういうことは2度と起こさない』と述べた」と伝えた[19]。これに対し、村上は「夕張の朝日新聞の記者が『そう言わないとお前は出ていくことになるぞ！』等と何度も電話をかけてきて無理やり記事にした」「私自身は『若い方なのでヘリを呼んででも高度な医療ができる施設に搬送すべきだ』と判断して、後方病院への搬送を指示したのが実際のところ」[20]「朝日新聞の記者は『自作自演』のような記事を書き、医療機関を非難してセンセーショナルに記事を書くことを自慢して歩いています[18]」と反論している。
- 2012年5月9日　村上医師自宅玄関内で殺人未遂事件が起こる。加害者は、夕張希望の杜職員の看護師[21]であり、村上医師の交際相手であった。事件は5月9日午前11時半頃、村上自宅玄関内で、同じく村上医師の交際相手の女性と口論の末腹を包丁で刺したものであり、通行人に通報され殺人未遂容疑で逮捕された。なお当時村上医師は自宅にいなかったが、既婚であった。被害者は1週間ほどで退院したが、職員による殺人未遂容疑の監督責任を取るとして、村上医師は理事会に辞任届を提出し承認される。ただし村上医師はいずれ理事長職は辞する予定であったとし、近隣の医療機関での診療活動は続けるとしている[11]。
  - 2012年10月30日から開かれた札幌地裁での裁判員裁判で、被告は、自身と被害者女性はいずれも、妻帯者である村上医師と交際していたと陳述した[12]。

## 受賞歴
- 2009年7月 若月賞受賞[2][22]

## 著書
- 村上智彦『医療にたかるな,』新潮社、2013年3月。ISBN 9784106105135。 - 読売新聞書評、IBNews書評
- 村上智彦『ささえる医療へ』エイチエス、2012年2月。ISBN 9784652069233。
- 村上智彦; 三井貴之『村上スキーム : 地域医療再生の方程式 : 夕張/医療/教育』エイチエス、2008年5月。ISBN 9784864089159。